# Llista de vida
Una llista de vida (life list, en anglès) és una llista de totes les espècies biològiques vistes per una persona. L'acció de fer un seguiment de les espècies biològiques que hom ha pogut observar es coneix com a llista de vida. L'expressió és particularment emprada entre els observadors d'ocells i els pescadors, alguns dels quals competeixen entre ells per tenir la llista més gran possible amb les espècies més singulars.
La llista de vida pot adoptar moltes formes, ja que depèn del què cada individu "compta" per a la seva llista i què no. Alguns observadors d'ocells només comptaran els ocells que veuen, mentre que altres poden prendre l'audició d'una vocalització com a prova suficient per afegir l'espècie a la seva llista de vida. En altres casos, un observador d'ocells pot estar en un grup de persones observant ocells quan només una persona veu i identifica l'ocell, i els altres allí presents poden triar si l'afegeixen o no a la seva llista particular. Tot i que per afegir una espècie en una llista de grup, en una sortida, normalment s'estableix el criteri de que, com a mínim, hagi estat observada o escoltada per un mínim de dos participants.